# Buhl (Górny Ren)
Buhl – miejscowość i gmina we Francji w regionie Grand Est, w departamencie Górny Ren. Według danych na rok 2009 gminę zamieszkiwało 3285 osób.